# Дугинець Ігор Олексійович
Ігор Олексійович Дугинець (20 травня 1956, Куйбишеве, Бахчисарайський район, Кримська область, Українська РСР, СРСР) — радянський легкоатлет, який виступав у метанні диска. Учасник літніх Олімпійських ігор 1980 року, срібний призер чемпіонату Європи 1982 року.

## Біографія
Ігор Дугинець народився 20 травня 1956 року в селі Куйбишеве Бахчисарайського району Кримської області.
У 1981 році закінчив Одеський державний університет імені І. І. Мечникова/
У 1973 році почав займатися легкою атлетикою в Євпаторії. Тренувався під керівництвом П. Дегтярьова та Е. А. Домовського.
Виступав у легкоатлетичних змаганнях за «Динамо» з Одеси, у другій половині 80-х — за Ленінград. Завоював вісім медалей чемпіонату СРСР у метанні диска — дві золоті (1978, 1982), дві срібні (1983 — зимовий чемпіонат, 1989), чотири бронзові (1982 — зимовий, 1983, 1986, 1988).
У 1975 році завоював бронзову медаль юніорського чемпіонату Європи.
У 1979 році став бронзовим призером Кубка Європи.
У 1980 році увійшов до складу збірної СРСР на літніх Олімпійських іграх у Москві. У кваліфікації метання диска показав 4-й результат — 63,10 метра. У фіналі посів 6-те місце, метнувши на 64,04 і поступившись 2,60 метра переможцю Віктору Ращупкіну з СРСР.
У 1982 році став срібним призером чемпіонату Європи в Афінах. Показавши результат 65,60, він поступився 1,04 метра Імріху Бугару з Чехословаччини, який виграв золото.
Майстер спорту СРСР міжнародного класу.
Живе у Санкт-Петербурзі.

## Особистий рекорд
- Метання диска — 68,52 (21 серпня 1982, Київ)[4]